# Мантурово
Мантурово (рус. Мантурово) град је у Русији у Костромској области. Према попису становништва из 2010. у граду је живело 17479 становника.

## Становништво
| 1939. | 1959.  | 1970.  | 1979.  | 1989.  | 2002.  | 2010.  |
| ----- | ------ | ------ | ------ | ------ | ------ | ------ |
| 8.371 | 16.345 | 21.510 | 22.574 | 22.452 | 19.457 | 17.479 |